# حسین‌آباد امامی
حسین‌آباد امامی، روستایی از توابع بخش نوق شهرستان رفسنجان در استان کرمان ایران است.

## جمعیت
این روستا در دهستان بهرمان قرار دارد و براساس سرشماری مرکز آمار ایران در سال ۱۳۸۵، جمعیت آن ۳۶ نفر (۸خانوار) بوده‌است.